# Nymburská kotlina
Nymburská kotlina je geomorfologický podcelek v centrální a východní části Středolabské tabule v okresech Nymburk, Kolín a Mladá Boleslav ve Středočeském kraji.

## Poloha a sídla

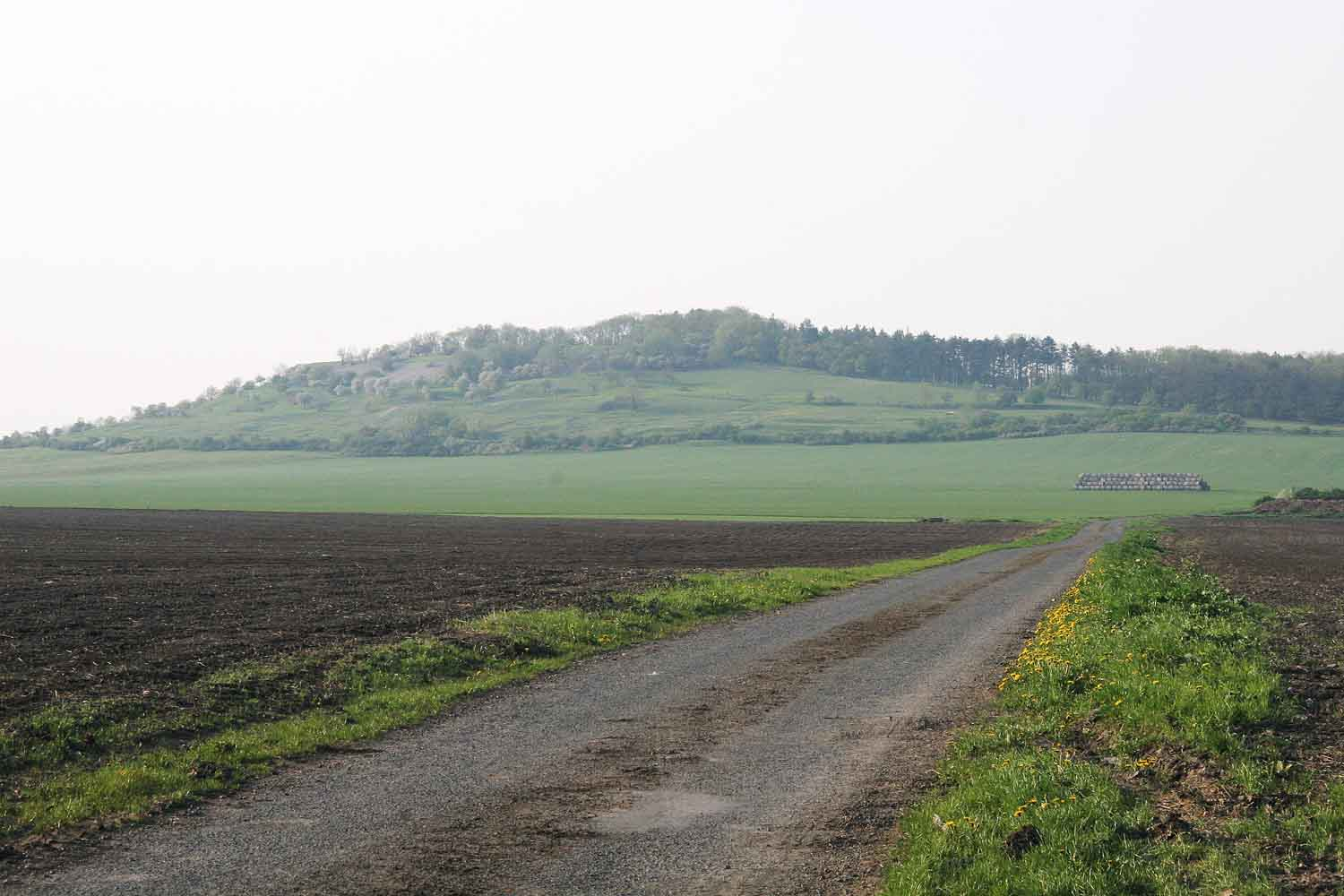
Oškobrh od Opolan

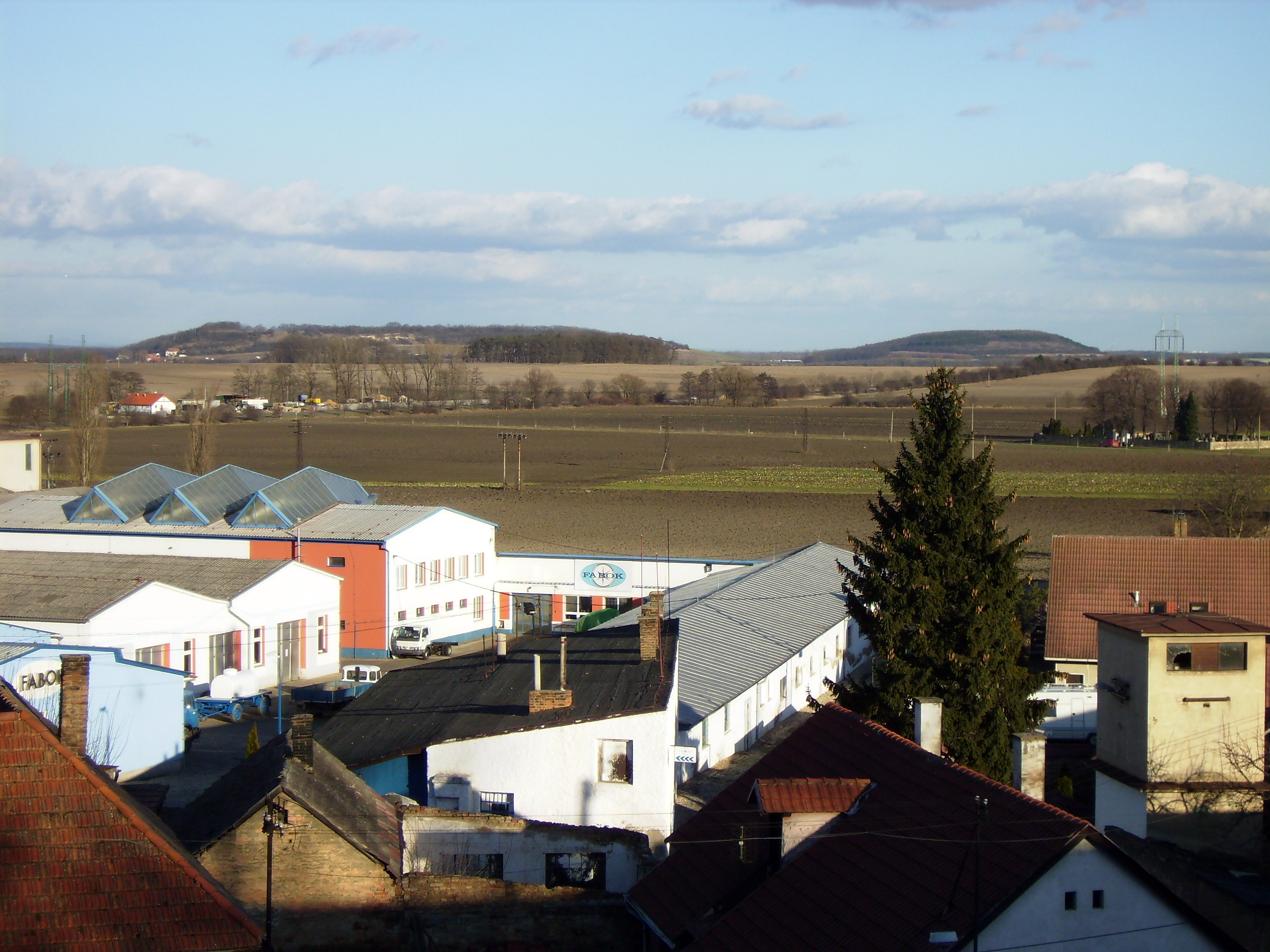
Přerovská a Semická hůra

Podcelek se rozkládá zhruba mezi městy Milovice na severozápadě, Pečky na jihu, Kolín na jihovýchodě a Městec Králové na severovýchodě. Zcela uvnitř podcelku jsou z větších měst Nymburk (okresní město), Poděbrady, Sadská a Velký Osek.

## Geomorfologické členění
Podcelek Nymburská kotlina (dle značení Jaromíra Demka VIB–3A) náleží do celku Středolabská tabule. Dále se člení na okrsky Sadská rovina (VIB–3A–1) na jihozápadě, Milovická tabule (VIB–3A–2) na severu, Poděbradská rovina (VIB–3A–3) v centru a na jihu, Ovčárská pahorkatina (VIB–3A–4) na východě a Středolabská niva (VIB–3A–5) protínající podcelek podél Labe. Podle členění Balatky a Kalvody má Nymburská kotlina jen 3 rozsáhlejší okrsky (Sadská rovina, Milovická tabule a Ovčárská pahorkatina).
Kotlina sousedí s dalšími podcelky Středolabské tabule (Mělnická kotlina na západě, Mrlinská tabule na severovýchodě, Čáslavská kotlina na jihovýchodě a Českobrodská tabule na jihu) a s celky Východolabská tabule na východě a Jizerská tabule na severozápadě.
Kompletní geomorfologické členění celé Středolabské tabule uvádí následující tabulka:
| Geomorfologické členění Středolabské tabule                            | Geomorfologické členění Středolabské tabule | Geomorfologické členění Středolabské tabule |
| ---------------------------------------------------------------------- | ------------------------------------------- | ------------------------------------------- |
| ČESKÁ VYSOČINA • Česká tabule • Středočeská tabule                     |                                             |                                             |
| NYMBURSKÁ KOTLINA                                                      | Sadská rovina                               |                                             |
| NYMBURSKÁ KOTLINA                                                      | Milovická tabule                            |                                             |
| NYMBURSKÁ KOTLINA                                                      | Poděbradská rovina                          |                                             |
| NYMBURSKÁ KOTLINA                                                      | Ovčárská pahorkatina                        | Oškobrh (287 m)                             |
| NYMBURSKÁ KOTLINA                                                      | Středolabská niva                           |                                             |
| ČÁSLAVSKÁ KOTLINA                                                      | Žehušická kotlina                           |                                             |
| ČÁSLAVSKÁ KOTLINA                                                      | Ronovská tabule                             | U Písku (341 m)                             |
| ČÁSLAVSKÁ KOTLINA                                                      | Labsko-klejnárská niva                      |                                             |
| MĚLNICKÁ KOTLINA                                                       | Lužecká rovina                              |                                             |
| MĚLNICKÁ KOTLINA                                                       | Staroboleslavská rovina                     |                                             |
| MĚLNICKÁ KOTLINA                                                       | Všetatská pahorkatina                       |                                             |
| MĚLNICKÁ KOTLINA                                                       | Labsko-vltavská niva                        |                                             |
| MĚLNICKÁ KOTLINA                                                       | Vojkovická rovina                           | Dřínov (247 m)                              |
| MĚLNICKÁ KOTLINA                                                       | Kostelecká rovina                           |                                             |
| MĚLNICKÁ KOTLINA                                                       | Čelákovická pahorkatina                     |                                             |
| MRLINSKÁ TABULE                                                        | Královéměstecká tabule                      |                                             |
| MRLINSKÁ TABULE                                                        | Rožďalovická tabule                         | Ostrá hůrka (278 m)                         |
| ČESKOBRODSKÁ TABULE                                                    | Kojetická pahorkatina                       |                                             |
| ČESKOBRODSKÁ TABULE                                                    | Čakovická tabule                            |                                             |
| ČESKOBRODSKÁ TABULE                                                    | Bylanská pahorkatina                        |                                             |
| ČESKOBRODSKÁ TABULE                                                    | Kouřimská tabule                            | Dílce (366 m)                               |
| ČESKOBRODSKÁ TABULE                                                    | Kolínská tabule                             |                                             |
| PROVINCIE • Subprovincie • Oblast / Celek / PODCELEK • Okrsek • Vrchol |                                             |                                             |

## Nejvyšší vrcholy
Nejvyšším vrcholem Nymburské kotliny je Oškobrh (285 m n. m.).
- Oškobrh (287 m), Ovčárská pahorkatina
- Na Vinici (237 m), Ovčárská pahorkatina
- Přerovská hůra (237 m), Sadská rovina
- Semická hůra (231 m), Sadská rovina